# Teer vederkruid
Teer vederkruid (Myriophyllum alterniflorum) is een vaste waterplant die behoort tot de Vederkruidfamilie. De soort staat op de Nederlandse Rode lijst van planten als zeldzaam en sterk afgenomen.
De plant wordt 0,3-2,5 m lang en heeft in de glanzend lichtgroene, sterk vertakte stengel aerenchym zitten, waardoor de plant zuurstof naar de wortels kan transporteren. De plant zit in de bodem vast met een wortelstok. De ondergedoken, grijs-koperkleurige, geveerde bladeren hebben vier tot acht paar vrij stijve, 0,4-1,3 cm lange slippen en staan meestal in kransen van drie of vier (vijf) langs de stengel.
Teer vederkruid bloeit van mei tot in september met gelige, 4-6 mm grote bloemen. De boven het water uitstekende, 5-15 cm lange bloeiwijze is een vier- tot vijftienbloemige aar, die voor de bloei overhangt. De bloemen staan in kransen langs de aar. De bovenste bloemen staan op ongelijke hoogte langs de aar en zijn mannelijk, de onderste in kransen staande bloemen zijn vrouwelijk. De bovenste schutbladen zijn ongedeeld en korter dan de bloemen. De landvorm komt vaak in bloei.
De vrucht is een vierdelige splitvrucht met 2-3 mm grote zaden. Hoewel de zaden kiemkrachtig zijn, vermeerdert teer vederkruid zich voornamelijk vegetatief door de wortelstokken, stukjes stengel en afbrekende scheuten uit de oksels van de bladeren.
Teer vederkruid komt voor in zandgebieden in beken, sloten en plassen met voedselarm water.

## Namen in andere talen
De namen in andere talen kunnen vaak eenvoudig worden opgezocht met de interwiki-links.
- Duits: Wechselblütiges Tausendblatt
- Engels: Alternate Water-milfoil
- Frans: Myriophylle à fleurs alternes